# 廣州科學城中學

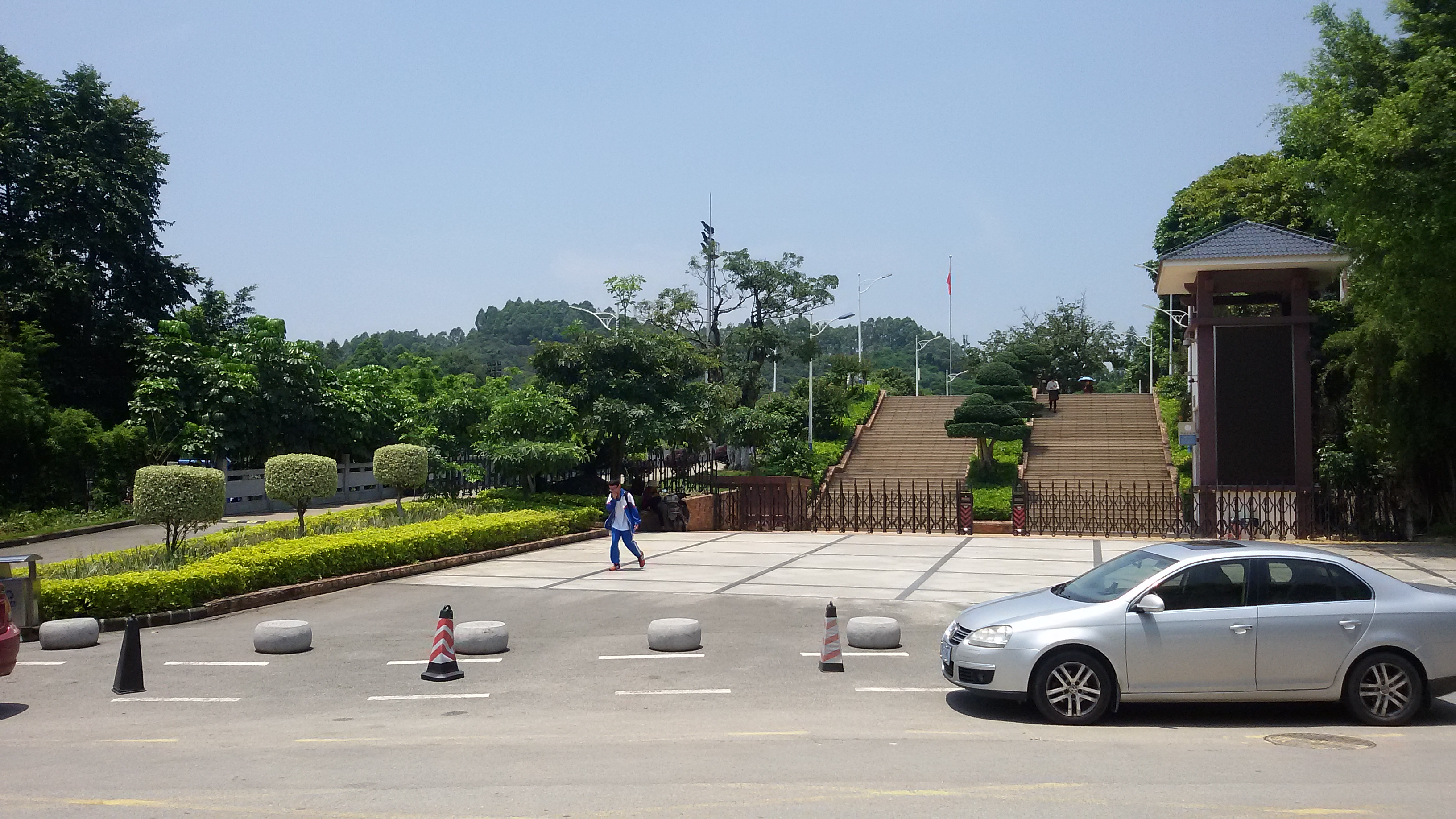
學校正門

廣州科學城中學是廣州市的一所中學，位於黃埔區廣州開發區蘿平路79號。其前身為蘿崗中學，開辦於1946年。

## 校史
學校在1946年成立，初期分別為蘿崗小學附屬初中部與蘿崗中學高中部。初中部在1956年脫離小學部，同高中部合併而變成新成立的蘿崗中學。1968年受破四舊浪潮影響而改名做廣州市第九十一中學，期間一直是校風差、教學設施落後的學校。自從2002年12月被列入白雲區一級學校後，教育質量開始改善。2004年11月被列入廣州市綠色學校。2009年4月升級做廣州市一級學校之後，學校成為蘿崗區成立之後四年來，第一間通過廣州市一級評估的學校，那時亦係蘿崗區唯一的市一級完全中學。2011年4月，學校升級做廣東省一級學校。2個月後亦改名做廣州科學城中學。從2013年開始，學校按照國家一級標準而陸續新建教學樓、宿舍、飯堂、圖書館、體育館、400米標準跑道的塑膠運動場與PV燈光籃球場等設施。

## 备注
1. ↑  雖然初中部同高中部在同一時間成立，但兩個部在不同地方上學。